# Saint-Bauzille-de-la-Sylve
Saint-Bauzille-de-la-Sylve település Franciaországban, Hérault megyében. Lakosainak száma 938 fő (2022. január 1.). Saint-Bauzille-de-la-Sylve Aumelas, Gignac, Popian, Le Pouget és Vendémian községekkel határos.

## Népesség
A település népessége az elmúlt években az alábbi módon változott:
| Lakosok száma | 605  | 527  | 602  | 808  | 832  | 821  | 812  | 873  | 903  | 938  |
|               | 1968 | 1982 | 1990 | 2006 | 2013 | 2015 | 2017 | 2019 | 2020 | 2022 |